# Tupan
Tupan este un sat din comuna Nikšić, Muntenegru. Conform datelor de la recensământul din 2003, localitatea are 216 locuitori (la recensământul din 1991 erau 290 de locuitori).

## Demografie
În satul Tupan locuiesc 180 de persoane adulte, iar vârsta medie a populației este de 41,9 de ani (38,9 la bărbați și 45,1 la femei). În localitate sunt 62 de gospodării, iar numărul mediu de membri în gospodărie este de 3,48.
Populația localității este foarte eterogenă.
|  |

| Demografie | Demografie | Demografie |
| An         | Locuitori  | Locuitori  |
| ---------- | ---------- | ---------- |
|            |            |            |
|            |            |            |
|            |            |            |
|            |            |            |
| 1948       | 534        |            |
| 1953       | 539        |            |
| 1961       | 532        |            |
| 1971       | 475        |            |
| 1981       | 408        |            |
| 1991       | 290        | 286        |
| 2003       | 216        | 216        |

| \| Componența etnică conform recensământului din 2003[2] \| Componența etnică conform recensământului din 2003[2] \| Componența etnică conform recensământului din 2003[2] \| Componența etnică conform recensământului din 2003[2] \| Componența etnică conform recensământului din 2003[2] \| \| ----------------------------------------------------- \| ----------------------------------------------------- \| ----------------------------------------------------- \| ----------------------------------------------------- \| ----------------------------------------------------- \| \| \| \| \| \| \| \| Muntenegreni \| Muntenegreni \| \| 111 \| 51,38% \| \| Sârbi \| Sârbi \| \| 83 \| 38,42% \| \| Iugoslavi \| Iugoslavi \| \| 2 \| 0,92% \| \| necunoscută \| necunoscută \| \| 0 \| 0% \| |              |  |     |        |
| Componența etnică conform recensământului din 2003 |              |  |     |        |
| |              |  |     |        |
| Muntenegreni | Muntenegreni |  | 111 | 51,38% |
| Sârbi | Sârbi        |  | 83  | 38,42% |
| Iugoslavi | Iugoslavi    |  | 2   | 0,92%  |
| necunoscută | necunoscută  |  | 0   | 0%     |